# Phimophis guianensis
Espèce
Synonymes
- Heterodon guianensis Troschel, 1848
- Rhinostoma guntheri Cope, 1860

Phimophis guianensis  est une espèce de serpents de la famille des Dipsadidae.

## Répartition
Cette espèce se rencontre :
- au Brésil, dans les États d'Amapá et du Pará.
- au Guyana ;
- en Guyane ;
- au Suriname ;
- au Venezuela ;
- en Colombie ;
- au Panama.

## Étymologie
Son épithète spécifique, composée de guian[a] et du suffixe latin -ensis, « qui vit dans, qui habite », lui a été donné en référence au lieu de sa découverte, la ville de Savannah près de Pirara au Guyana.

## Publication originale
- Troschel, 1848 : Amphibien. Reisen in Britisch-Guiana in den Jahren 1840-44. Im Auftrage Sr. Majestät des Königs von Preussen ausgeführt. Theil 3. Versuch einer Zusammenstellung der Fauna und Flora von British-Guiana. Leipzig, p. 645-661 (texte intégral).